# BMW F40
Der BMW 1er (interne Baureihenbezeichnung F40) ist die dritte Generation eines Kompaktklasse-PKWs von BMW. Er ist als erste Kombilimousine der Modellreihe mit Vorderradantrieb erhältlich und folgt einer nicht in Europa angebotenen Stufenhecklimousine (BMW F52) mit derselben Antriebsart. Erste Fahrzeuge wurden im Herbst 2019 ausgeliefert.

## Modellgeschichte

### Allgemeines
In der Motorpresse wurden schon Anfang 2011 Gerüchte verbreitet, dass im Jahr 2013 Fahrzeuge innerhalb der 1er-Reihe von BMW mit Vorderradantrieb auf den Markt kommen sollten. Die Vermutungen bestätigten sich nicht. Mit dem Vorgänger des jetzigen 1ers mit Baureihencode F20 bzw. F21 kam noch 2011 eine Modellgeneration mit Hinterradantrieb auf den Markt. Eine Erweiterung um ein Kombicoupé, ein Coupé oder einen Zweitürer mit Vorderradantrieb fand nicht statt. Zur Jahresmitte 2011 folgten weitere Vermutungen auch von Auto, Motor und Sport, dass 2014 unter anderem ein 1er-Van mit Vorderradantrieb erscheinen solle. Als BMW 2er Active Tourer (F45) ging der Van 2014 mit Vorderradantrieb in Serie.
Zumindest ab 2017 wurden Erlkönige des BMW F40 gesichtet.

### Vorstellung
Erste Fotos des serienreifen Fahrzeugs veröffentlichte der Hersteller am 27. Mai 2019, am selben Tag wurden von der deutschsprachigen Motorpresse durch Auto, Motor und Sport und Auto Bild, sowie weiteren internationalen (englischsprachig bzw. französisch) Motorjournalisten auf deren Internetportalen und der Videoplattform YouTube eigene Vorstellungen und Previews aus Räumlichkeiten des Herstellers im BMW-Werk Leipzig hochgeladen. Mitte April 2019 erschienen Leaks, in denen Teile des ungetarnten Fahrzeugs (ohne Folierung bzw. Tarnelemente eines Erlkönigs) zu sehen sind. Ausgewählten Journalisten, Analysten und Stakeholdern wurde es im Rahmen der Präsentationsveranstaltung „BMW Group #NEXTGen“, bei der es einen teilweise zeitversetzten, öffentlichen Livestream gab, von 25. bis 27. Juni 2019 in der für Besucher geschlossenen BMW Welt in München vorgestellt. Erstmals öffentlich auf einer Fahrzeugmesse zeigte es BMW auf der IAA in Frankfurt am Main im September 2019.
Die weltweite Markteinführung fand am 28. September 2019 statt.
Am 14. März 2020 fand der Marktstart für das 2er Gran Coupé (F44) statt, das rund 200 mm länger als das Kompaktmodell ist und für das die gleiche Plattform verwendet wird.
Die Ausstattungsvariante 128ti („ti“ steht dabei für Turismo Internazionale), die an ehemals angebotenen Baureihen mit demselben Kürzel erinnern soll, wurde im Oktober 2020 präsentiert.
Das Nachfolgemodell F70 wurde am 5. Juni 2024 vorgestellt.

## Produktion
Am 2. Juli 2019 nahm BMW die Produktion des Fahrzeugs im BMW-Werk Leipzig im deutschen Bundesland Sachsen auf. Ab November 2019 wurde der BMW 1er auch im bayerischen BMW-Werk Regensburg gefertigt. Seit November 2019 wird auch die Stufenhecklimousine BMW 2er Gran Coupé (BMW F44) in Leipzig produziert.

## Design
Zur Zeit der Veröffentlichung erster Fotos des Fahrzeugs war Domagoj Dukec Leiter des Designs der Marke BMW.

### Karosseriedesign

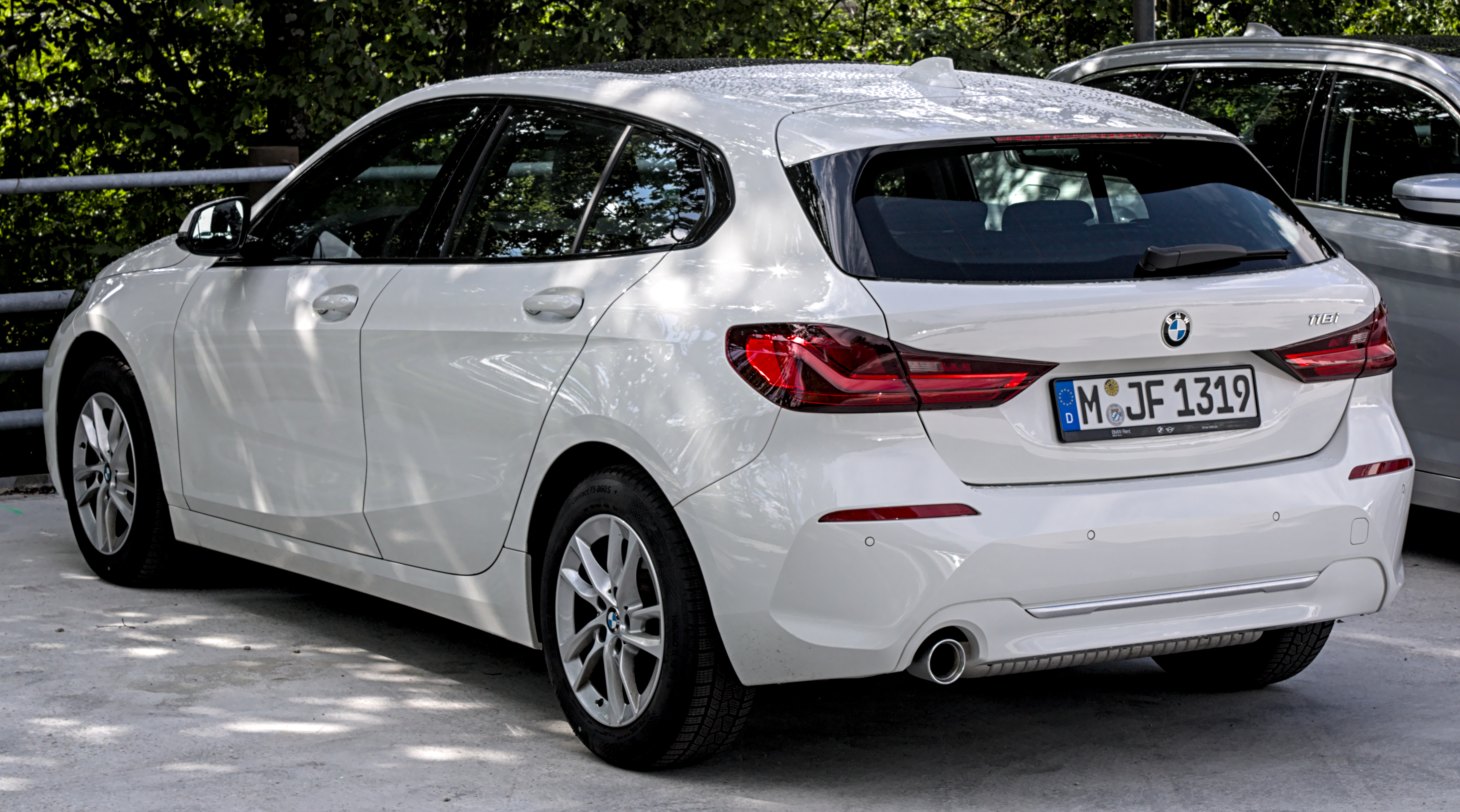
Heckansicht

Das Design der Karosserie wurde unter Sebastian Simm entworfen.
Die Scheinwerfer laufen an beiden Seiten spitz zusammen, wurden in die Kotflügel gezogen und sind in der Ebene, die parallel zu der Stirnseite des Fahrzeugs (aufgespannt durch Fahrzeugbreite und Fahrzeughöhe mit Nullpunkt in der verlängerten Mittellinie des Kühlergrills und am Boden; yz-Ebene in einem am Frontstoßfänger in der Mitte des Kühlergrills und am Boden verankerten Fahrzeugkoordinatensystem) verläuft, V-förmig symmetrisch angewinkelt. Die BMW-Niere, die wie der Frontstoßfänger bei den Ausstattungslinien unterschiedliche Designelemente haben kann, ähnelt mit den zusammengewachsenen Einzelelementen der des BMW G20. Von den obersten Eckpunkten der vorhergenannten verlaufen Lichtkanten über die Motorhaube, daneben gibt es noch ein weiteres Paar an Wölbungen, das am vorderen Ende der Motorhaube beginnt und in Richtung A-Säule verläuft. Die Seitenlinie ist ansteigend, die Dachlinie abfallend und die Seitenscheiben, die je nach Ausstattungsvariante schwarz oder verchromt umrahmt sind, verjüngen sich zum Heck des Fahrzeugs. Vom Designer der Karosserie wird das als Greenhouse (aufgesetzte Passagierkanzel mit Fahrzeugsäulen, Verglasung und Dach) beschrieben, das sich nach hinten sowohl in Höhe und Breite stark einzieht. Ein BMW-Logo in der C-Säule wie beim X2 (F39) wurde vom Designteam nicht vorgesehen, da der BMW 1er ein Volumenmodell sei, der Hofmeisterknick schon durch die langgestreckte Fenstergrafik betont sei und die C-Säule damit relativ dünn sei, sodass nur mehr wenig Platz für das Logo übrigbliebe. In den Vordertüren beginnen zwei Lichtkanten: eine oberhalb des Schwellers, sie läuft in der hinteren Tür in einem nach oben gerichtetem Bogen aus, und eine unterhalb der Bügeltürgriffe, die am Anfang der hinteren Seitenwand endet. Die geteilten Rückleuchten haben eine angedeutete, abgerundete, liegende L-Form. Das hintere Kennzeichen ist auf der Heckklappe montiert.

### Innenraumdesign

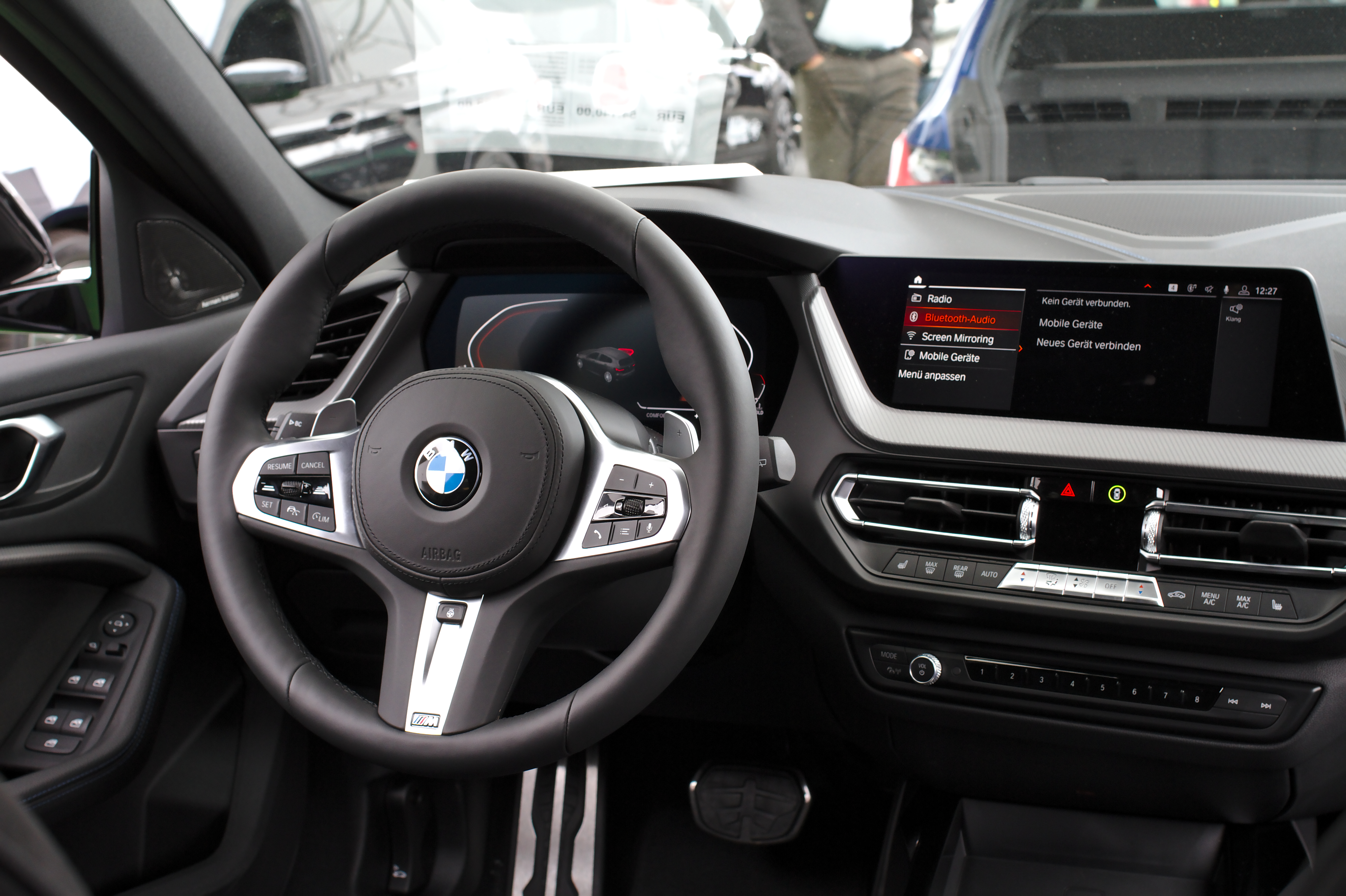
Innenansicht mit Live Cockpit Professional

Simon Sebastian leitete die Gestaltung des Innenraums. In einem Interview berichtet er davon, dass die „Wertigkeit“ der Oberflächen auf einer Klasse wie beim BMW 3er (aktuelles Modell: BMW G20) liegen soll und die Bedienelemente noch enger beim Fahrer liegen sollen.
Das Fahrzeug hat serienmäßig ein Kombiinstrument mit analog anzeigenden Rundinstrumenten für Fahrgeschwindigkeit und Motordrehzahl, ein 129,5-mm-(5,1″)-Display als Multifunktionsanzeige und Segmentanzeigen für die Tankanzeige und den Kühlflüssigkeitsthermometer. In der Mittelkonsole sitzt ein zweiter, berührungsempfindlicher Bildschirm mit 223,5 mm (8,8″) Diagonale für das Infotainmentsystem, dessen Funktionen aber auch über den iDrive-Regler bedient werden können.
Die Klimaanlage wird mit in einer Leiste angeordneten Knöpfen unter den Lüftungsdüsen der Mittelkonsole bedient. Eingestellte Kenngrößen der Klimaanlage werden in einer Segmentanzeige dargestellt, die zwischen den Lüftungsdüsen liegen. An den Rändern des Armaturenbretts gibt es für Fahrer und Beifahrer jeweils eine weitere Düse.

## Technik
Laut Auto, Motor und Sport basiert das fünftürige Fahrzeug auf der UKL2-Frontantriebs-Plattform von BMW, wie unter anderem die BMW 1er Stufenhecklimousine (F52) und der Van BMW 2er Active Tourer (F45). Die britische Medien Autocar und just-auto.com hingegen geben an, dass es auf einer Weiterentwicklung der UKL- und UKL2-Plattform, der FAAR-Plattform, entwickelt wurde. Als Grund für den Wechsel der Antriebsart nennt der Produktmanager der BMW-1er-Reihe, Jochen Schmalholz, eine Kundenbefragung, in der gefragt wurde, wo sie Verbesserungen als möglich ansehen; hier wurde oftmals die Größe des Innenraums angeführt. BMW nimmt an, dass den meisten Kunden eher an Raumangebot, Fahrsicherheit und Markenimage gelegen ist als an fahrdynamischen Vorteilen. Darüber hinaus wurde für höheren Geräuschkomfort gesorgt.

### Karosserie
Das Fahrzeug ist außen 4319 mm lang, 1799 mm breit und 1434 mm hoch. Der Radstand beträgt 2670 mm. Die Stirnfläche ist 2,19 m² groß. Es hat einen Luftwiderstandsbeiwert (cW) zwischen 0,26 (118i, 116d, 118d) und 0,34 (M135i xDrive). Die Leermasse beträgt zwischen 1365 kg (118i) und 1600 kg (M135i xDrive). Das Kofferraumvolumen ist 380 Liter bei aufgestellten Rücksitzlehnen, bei umgelegten erhöht es sich auf 1200 Liter. Die Rücksitzlehne ist im Verhältnis 40 :20 40 geteilt. Einige tragende Teile sind aus hochfesten Stählen, Motorhaube und Heckklappe sind aus Aluminium gefertigt. Dadurch soll laut BMW die Fahrzeugmasse um bis zu 30 kg reduziert worden sein. Alle Modelle haben eine bumerangförmige Strebe im Heck. Der Vorderwagen und der Mitteltunnel des M135i xDrive haben zusätzliche Streben.
Bei den Modellen mit Vorderradantrieb hat der Kraftstofftank serienmäßig ein Volumen von 42 Litern. Gegen Aufpreis gibt es bei ihnen einen 50-Liter-Tank, der bei den Allradantriebs-Modellen Standard ist.
Für den M135i gab es ab November 2019 als Sonderausstattung ein „M Performance Paket“: Das Ablagenpaket entfällt, die Leichtmetallräder haben ein spezielles Design, womit die Leermasse um 10 kg sinken soll und der Motor erhält eine Overboost-Funktion. Der Wert zur Beschleunigung 0–100 km/h soll damit um 0,1 s niedriger sein.

### Fahrwerk
Die Vorderradaufhängung besteht aus MacPherson-Federbeinen und Querlenkern. Die Lenkung ist abhängig von der Fahrgeschwindigkeit elektromechanisch unterstützt. Die Lenkübersetzung beträgt 15 : 1 (128ti und M135i xDrive: 14 : 1). An der Hinterachse hat der Wagen eine Mehrlenkeraufhängung. Wahlweise gibt es auch ein Sportfahrwerk (Bezeichnung von BMW: „M Sportfahrwerk“), bei dem die Karosserie 10 mm tiefergelegt wird und Stoßdämpfer mit zwei unterschiedlichen, vom Fahrer wählbaren Kennlinien (Bezeichnung von BMW: „adaptives Fahrwerk VDC [Variable Dämpfer Control]“). Beim 128ti sind ohne Mehrpreis Sportreifen (Michelin Pilot Sport 4) lieferbar. Die Stabilisatoren und die Stabilisatorenlager sind im 128ti und M135i xDrive Gleichteile. Im Herbst 2021 wurde das Fahrwerk des  M135i unter anderem mit erhöhtem Radsturz für die Vorderräder neu abgestimmt.
Alle Modelle haben rundum belüftete Scheibenbremsen mit Einkolben-Faustsätteln, auf Wunsch konnten alle Modelle mit einer M-Sportbremse, die vorn vier Kolben hat, ausgestattet werden. Für den M135i xDrive gab es aus dem herstellereigenen „M Performance“-Zubehör für die Vorderachse gelochte, gerillte Bremsscheiben und Vierkolben-Festsättel.
Die Feststellbremse wird elektromechanisch über einen Taster in der Mittelkonsole betätigt.

### Antriebsstrang

#### Motoren
Ab dem Verkaufsstart wurden für das Fahrzeug wahlweise zwei Otto- und zwei Dieselmotoren (mit drei Leistungsabstufungen) angeboten. Die Motoren sind vorn quer zur Fahrtrichtung eingebaut.
Alle Motoren sind über mindestens einen Turbolader aufgeladen, haben vier Ventile pro Zylinder und eine Direkteinspritzung des Kraftstoffs in die Brennräume.
Die maximalen Leistungen sind: 80 kW (109 PS) beim 116i, 103 kW (140 PS) im 118i, 131 kW (178 PS) beim 120i, 195 kW (265 PS) im 128ti und 225 kW (306 PS) beim M-Performancemodell M135i xDrive bei den Ottomotoren; 85 kW (116 PS) beim 116d, 110 kW (150 PS) beim 118d und 140 kW (190 PS) beim 120d/120d xDrive bei den Dieselmotoren.
Die Varianten 118i und 116d haben jeweils einen 1,5-Liter-Reihen-Dreizylindermotor (Motorbaureihen: BMW B38 und BMW B37); die restlichen Motoren sind Reihen-Vierzylindermotoren (Motorbaureihen: BMW B48 und BMW B47) mit jeweils zwei Liter Hubraum.
Der Motor des 118d, 120d und 120d xDrive wird mit zwei Turboladern zweistufig aufgeladen.
Die Dreizylindermotoren haben ein Auspuffendrohr links und die Vierzylindermotoren doppelbordige Endrohre (ein Endrohr pro Fahrzeugseite). Der Endrohrdurchmesser beträgt beim M135i xDrive 100 mm, die Rohre sind dabei nach unten abgeschrägt; bei den restlichen Modellen beträgt der Durchmesser 90 mm.
Der M135i xDrive beschleunigt mit „M Performance Paket“ in 4,7 s von 0 auf 100 km/h.
Im Herbst 2020 kamen mit November 2020 die Leistungsstufen 116i, 120i und 128ti hinzu. Zudem erfüllen seitdem alle Motoren die Euro 6d-Abgasnorm.

#### Getriebe
Beim 116i, 118i, 116d und 118d wird die Leistung serienmäßig mit einem Sechsgang-Schaltgetriebe mit einer Getriebespreizung (= Quotient aus kürzestem zu längstem Übersetzungsverhältnis) zwischen 5,29 und 6,48 übertragen.
Für die beiden Dreizylindermotoren gibt es gegen Aufpreis ein von Magna PT zugeliefertes Siebengang-Doppelkupplungsgetriebe (Bezeichnung von BMW: „Steptronic Getriebe mit Doppelkupplung“) mit einer Getriebespreizung von 7,59 (5,94 beim 116i). Als bis Herbst 2020 einzige Variante mit Vierzylindermotor ist der 120i (ausschließlich) mit einem Doppelkupplungsgetriebe erhältlich.
Das Achtstufen-Automatikgetriebe mit hydrodynamischem Drehmomentwandler mit der Getriebespreizung von 8,20 ist im M135i xDrive (Bezeichnung von BMW: „Steptronic Sport Getriebe“) und 120d/120d xDrive (Bezeichnung von BMW: „Steptronic Getriebe“) serienmäßig; beim 118d ist es gegen Aufpreis erhältlich. Es wird für alle damit erhältlichen Motorisierungen von Aisin zugeliefert. Der seit November 2020 erhältliche 128ti und der M135i xDrive haben als Vorderachsdifferentialsperre ein in das Getriebe integriertes Torsen-Ausgleichsgetriebe mit Launch-Control-Modus und Schaltwippen am Lenkrad.
Die Wählhebel der automatisch gesteuerten Getriebe sind über Shift-by-wire mit ihm verbunden. In der Grundcharakteristik „ECO PRO“ wendet das Fahrzeug während Gleitphasen Leerlaufsegeln an.

#### Leistungsübertragung
Während die leistungsschwächeren Varianten ausschließlich mit Vorderradantrieb erhältlich sind, gibt es für die leistungsstärksten Varianten Allradantrieb (Bezeichnung von BMW: „xDrive“). Der M135i ist nur mit Allradantrieb lieferbar. Beim 120d wurde mit den Modellpflegemaßnahmen im Frühjahr 2020 eine Variante mit Vorderradantrieb ergänzt. Bei allen Modellen gibt es ein elektronisches Sperrdifferential (Bezeichnung durch BMW: „EDLC“). Die Hinterräder werden bedarfsgerecht zugeschaltet, das Hinterachsgetriebe hat eine elektrohydraulisch gesteuerte Lamellenkupplung (Bezeichnung von BMW: „Hang-on“).

### Umwelt
Zur Abgasnachbehandlung haben die Ottomotoren Katalysatoren und Partikelfilter, die Dieselmotoren Dieselpartikelfilter, Stickoxid-(NOX)-Speicherkatalysatoren und selektive Reduktionskatalysatoren (SCR). Ursprünglich hatten Fahrzeuge mit Dieselmotor bei Vorderradantrieb zusätzlich einen 20,5 Liter fassenden Behälter zur Vorhaltung der wässrigen Harnstofflösung AUS 32 für die selektive katalytische Reduktion des Abgases, beim 120d xDrive war das Fassungsvermögen des Behälters auf 12 l reduziert. Im Herbst 2020 wurde der Tankinhalt für AUS 32 grundsätzlich mit 12,5 l angegeben.
Bei den Ottomotoren hat der 118i mit Doppelkupplungsgetriebe den niedrigsten Kraftstoff-Normverbrauch mit 5,0–5,3 l/100 km; daraus ergibt sich ein CO2-Ausstoß von 114–121 g/km. Bei den Dieselmotoren nimmt diesen Platz der 116d mit Doppelkupplungsgetriebe ein dessen Kraftstoff-Normverbrauch von Marktstart bis November 2019 3,8–4,2 l/100 km betrug, seitdem wird er 3,8–4,1 l/100 km geführt. Seine Kohlenstoffdioxid-Emission wurde bis November 2019 mit 100–109 g/km, nach dem Zeitpunkt mit 99–108 g/km, angegeben. Sowohl der leistungsstärkste Otto- als auch Dieselmotor weisen den höchsten Kraftstoffverbrauch und CO2-Ausstoß auf.
In der EU wurden alle Motoren zum Verkaufsstart zumindest nach Euro 6d-TEMP zertifiziert. Der 116d erreichte zu dem Zeitpunkt bereits die für Euro 6d geltenden Grenzwerte. Zur Modellpflege im März 2020 wurde den die verbleibenden Dieselmotorvarianten 118d und 120d auf Euro 6d umgestellt. Im November 2020 wurden bei den Ottomotoren Euro 6d erfüllende Varianten eingeführt, womit alle erhältlichen Varianten darauf umgestellt sind.

### Sicherheit

#### Passive Sicherheit
Bei allen Modellen sind sechs Airbags serienmäßig: Front- und Seitenairbags für Fahrer und Beifahrer, Kopfairbags für die äußeren vorderen und hinteren Sitzplätze. Das Fahrzeug hat Dreipunktautomatikgurte mit Gurtkraftbegrenzer und -straffer für Fahrer und Beifahrer. Beim im Jahr 2019 durchgeführten Euro-NCAP-Crashtest wurde das Fahrzeug mit fünf Sternen bewertet. Die Sub-Wertungen sind dabei: 83 % beim Schutz erwachsener Insassen, 87 % beim Schutz mitfahrender Kinder, 76 % bei ungeschützter Verkehrsteilnehmer wie Fußgängern und 72 % bei der Sicherheitsunterstützung.

#### Aktive Sicherheit
Das Fahrzeug hat die für Pkw der 2010er Jahre üblichen, die Fahrstabilität betreffenden Fahrerassistenzsysteme Antiblockiersystem, Antriebsschlupfregelung (Bezeichnung von BMW: „ASC“), Fahrdynamikregelung (Bezeichnung durch BMW: „DSC“ und „DTC“) und Bremsassistent (Bezeichnung von BMW: „DBC“). Des Weiteren sind in allen Modellen ein Regler des Radschlupfes durch die Motorsteuerung (Bezeichnung vom Hersteller: „Aktornahe Radschlupfbegrenzung“ / „ARB“), der zuvor bereits im BMW I01 zur Anwendung kam und aufgrund kurzer Signalwege bis zu 10-mal schneller als übliche Traktionskontrollsysteme eingreifen soll, sowie eine Active Yaw Control (Drehmomentverteilung, Bezeichnung von BMW: „BMW Performance Control“) serienmäßig.
Andere Fahrerassistenzsysteme sind Frontkollionswarnung, Spurverlassenswarnung und Aufmerksamkeitsassistent (serienmäßig); gegen Aufpreis gibt es eine Abstandsregeltempomat, ein von BMW „Driving Assistant“ genanntes Paket mit Spurwechselassistent, Querverkehrswarnung, hinten einem System zur Prävention von Heckkollisionen, Anzeige von Verkehrszeichen im Kombiinstrument; einen Parkassistenten, Einparkhilfe vorne und hinten, Rückfahrassistent, Rückfahrkamera und Fernlichtassistent.

#### Beleuchtung
Die Frontscheinwerfer sind serienmäßig Halogenscheinwerfer und haben LED-Tagfahrlicht; die Leuchtkörper der Rückleuchten, bis auf das Rückfahrlicht und die Nebelschlussleuchte, die LED-Technik haben, sind Glühlampen.
Beide Abstufungen der LED-Scheinwerfer und -Rückleuchten sind gegen Aufpreis erhältlich, in der ersten sind nur die Leuchten selbst enthalten, die zweite fügt noch ein blendungsreduziertes Fernlicht, adaptives Kurvenlicht und Autobahnlicht hinzu.
Es gibt für das Fahrzeug auch LED-Nebelscheinwerfer im Stoßfänger.

## Ausstattung

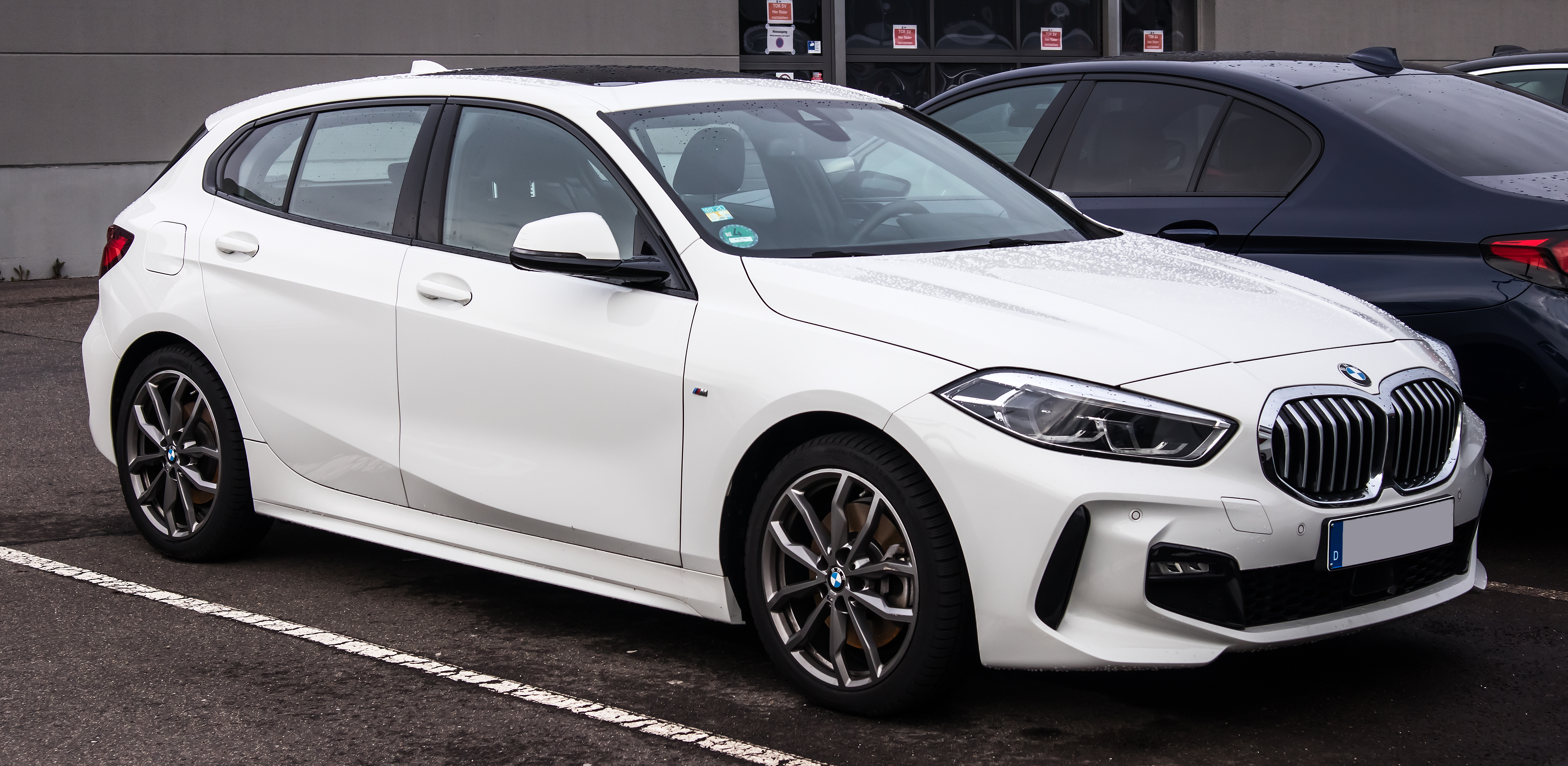
BMW 120d M Sport (2019–2024)

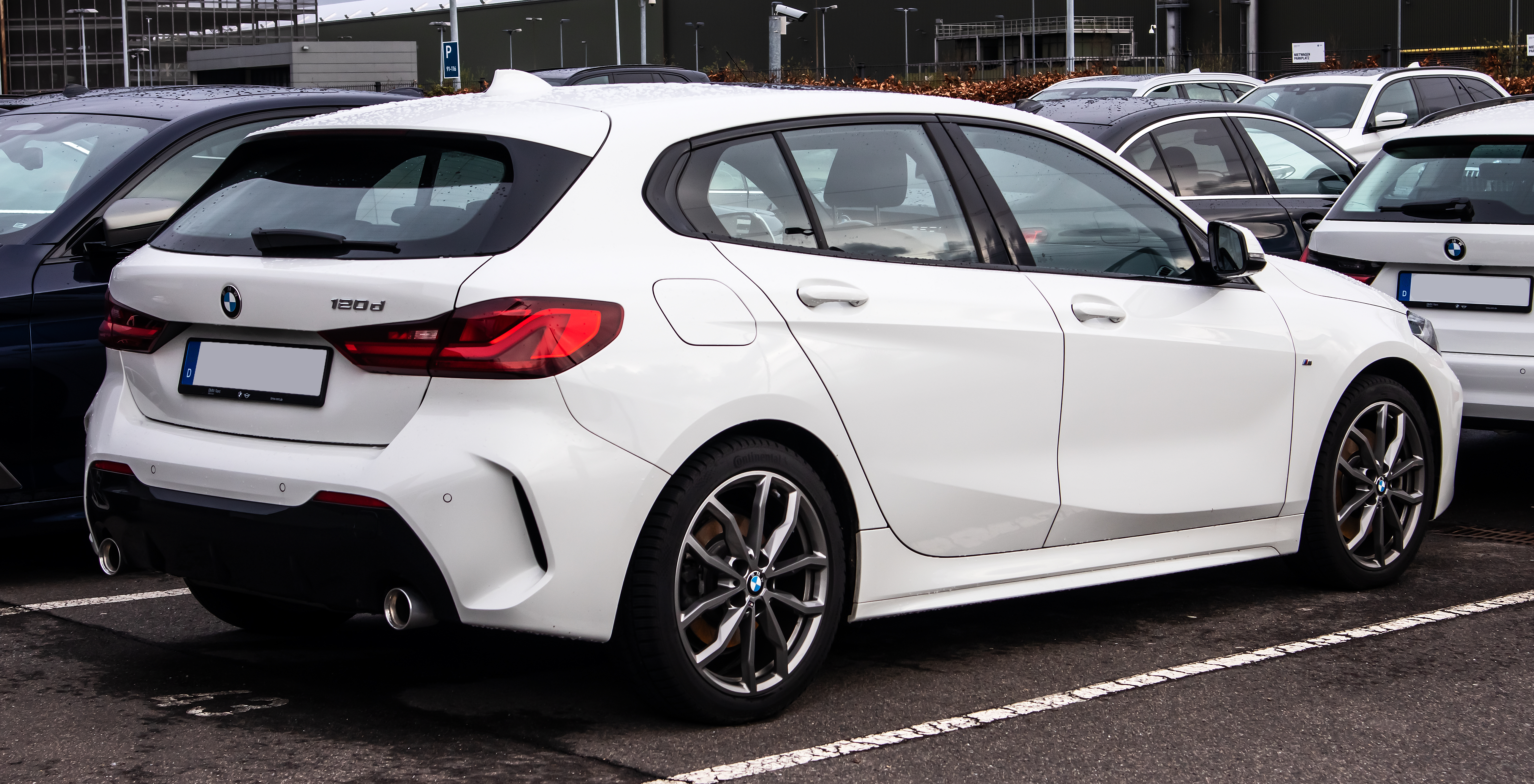
Heckansicht

Das Fahrzeug wurde in sechs Ausstattungsvarianten angeboten: Sie haben die Namen „Advantage“, „Sport Line“, „Luxury Line“, „M Sport“, „128ti“ und „M135i xDrive“. Die Variante „Advantage“ baut auf der Grundausstattung auf, die nachfolgenden haben Ausstattungsumfänge die die Variante „Advantage“ ergänzen oder davon abweichen.

### Außenausstattung
Bei den Ausstattungsvarianten unterscheidet sich äußerlich die Formgebung der Stoßfänger und die Farbe der Anbauteile.

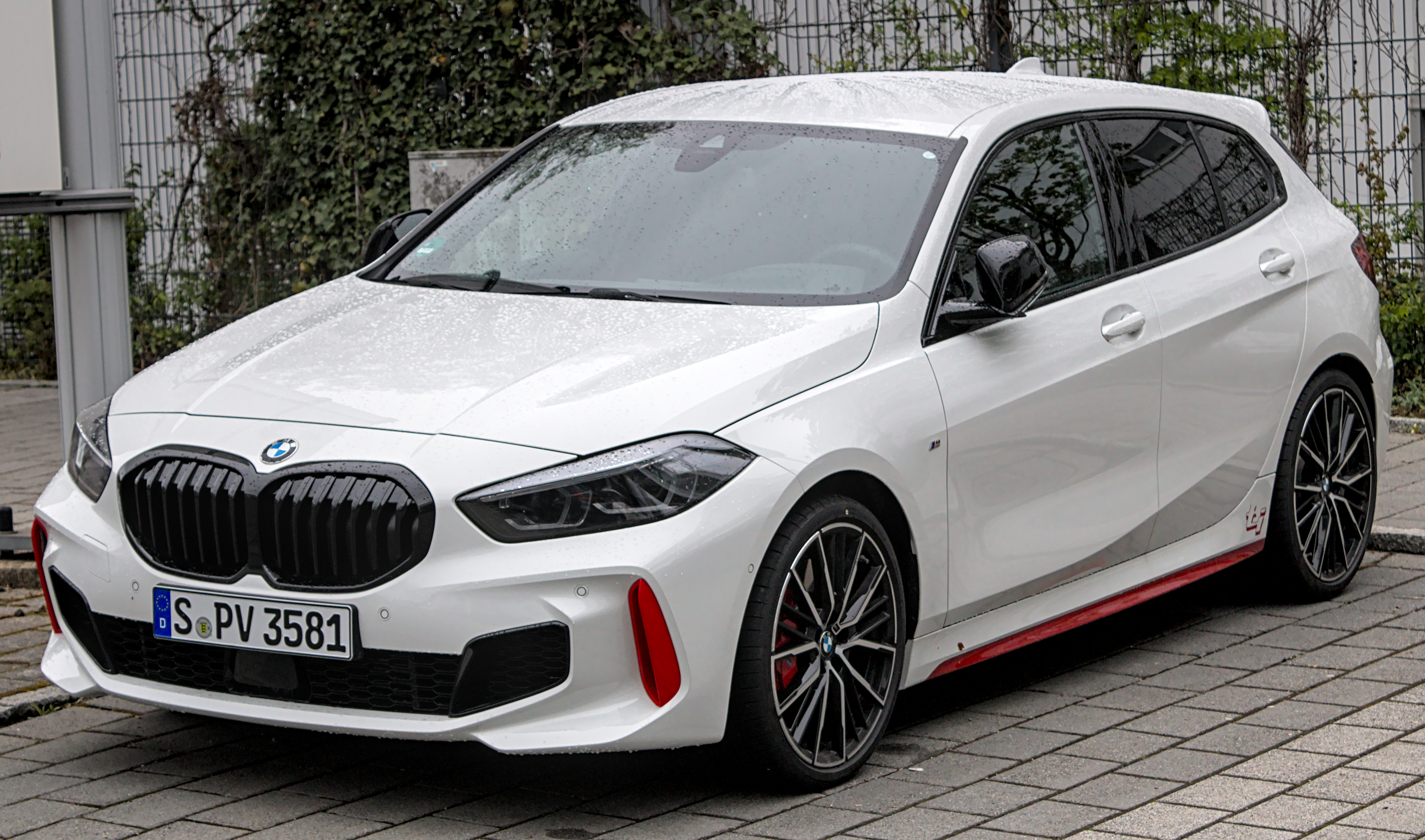
BMW 128ti (2020–2024)

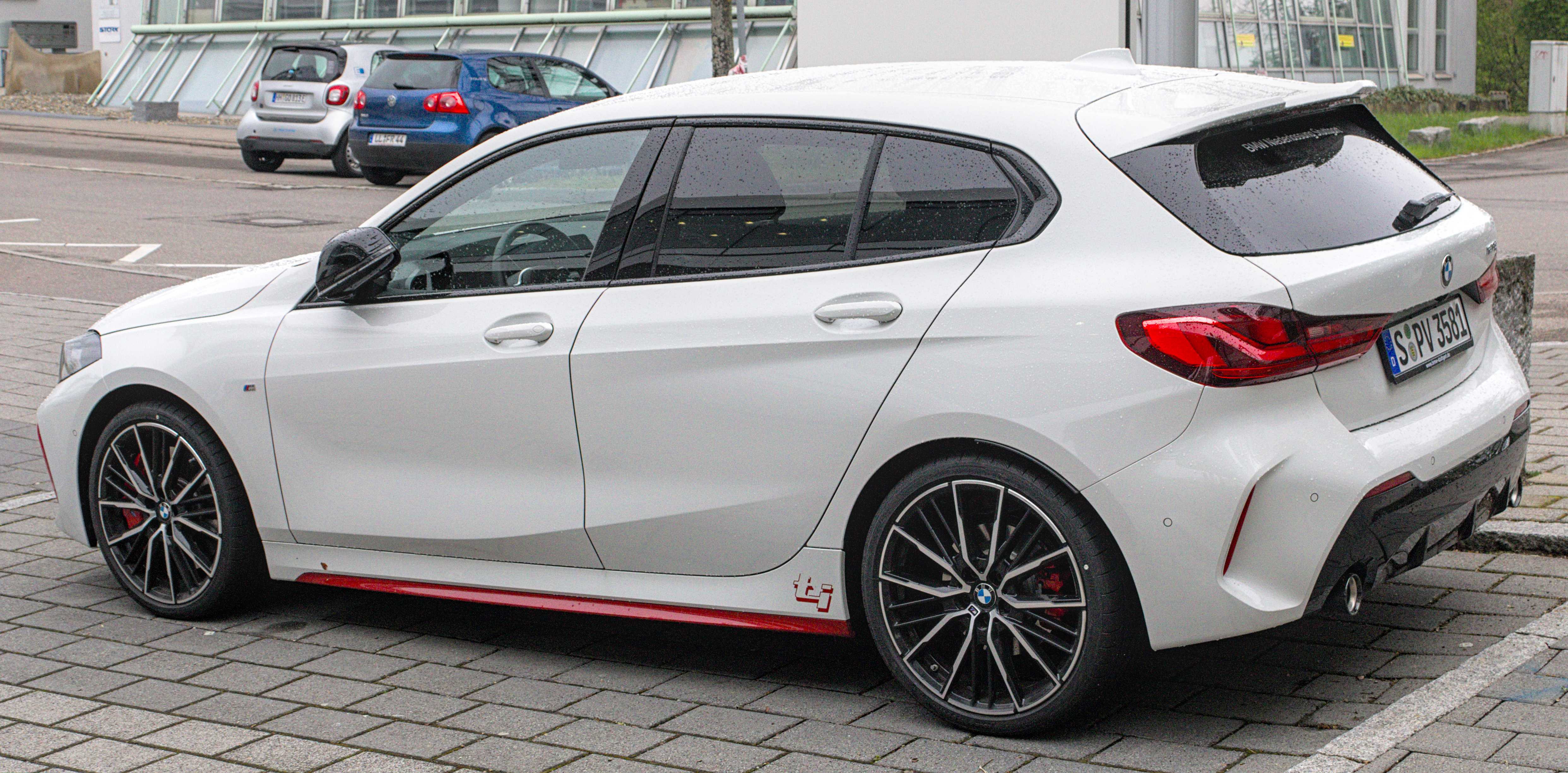
Heckansicht mit „ti“-Schriftzug auf dem Seitenschweller

Für den „128ti“ verwendet der Hersteller die Stoßfänger des „M Sport“. Kontrastelemente und der „ti“-Schriftzug auf dem hinteren Ende der Schwellerverkleidung sind, ausgenommen bei einem Grundlack in einem Rot- oder Blauton, wo sie schwarz sind, in der Farbe rot abgesetzt.
Die BMW-Niere des M135i xDrive hat eine Gitterstruktur statt der vertikalen Stäbe der anderen BMW-1er-Modelle.
Während LED-Scheinwerfer beim 128ti sowie dem M135i xDrive serienmäßig sind, gibt es die oben angeführten Nebelscheinwerfer für die beiden Ausstattungslinien nicht.

### Räder
Bis auf den 116d, der serienmäßig Stahlräder hat, haben alle Modelle Leichtmetallräder. Der kleinste erhältliche Felgendurchmesser bei den Rädern ist 16 Zoll, der größte ist gegen Aufpreis 19 Zoll. Insgesamt werden neun Raddesigns angeboten. Mit dem 128ti kam ein Rad mit 18 Zoll hinzu.

### Farben und Polster
Ab dem Marktstart wurden zwei Uni- und neun Metalliclacke für die Karosserie angeboten. Für den Innenraum gab es neun Polstermaterialien, von denen eines ein Stoffbezug, eines eine Kombination aus Stoff mit Alcantara, vier Lederbezüge und drei Kombinationen aus Stoff mit Kunstleder (Bezeichnung von BMW: „Sensatec“) sind. Im November 2019 wurde ein weiterer Farbton für die Lederbezüge hinzugefügt. Das Angebot an Außenfarben wurde im Juli 2020 um zwei Weitere ergänzt. Im Oktober 2021 wurden nach M3/M4 auch für die M-Version des 1er die Farben Sao Paulo Gelb, Frozen Orange metallic und Frozen Pure Grey eingeführt.
|          |         |           |
|          |         |           |
| Lacktyp  | Uni     | Uni       |
| Farbname | Schwarz | Alpinweiß |
| Farbcode | 668     | 300       |

|          |               |               |             |
|          |               |               |             |
| Lacktyp  | Metallic      | Metallic      | Metallic    |
| Farbname | Glaciersilber | Saphirschwarz | Mineralweiß |
| Farbcode | A83           | 475           | A96         |

|          |             |                |              |
|          |             |                |              |
| Lacktyp  | Metallic    | Metallic       | Metallic     |
| Farbname | Mineralgrau | Mediterranblau | Seaside Blue |
| Farbcode | B39         | C10            | C1R          |

|          |               |             |                    |
|          |               |             |                    |
| Lacktyp  | Metallic      | Metallic    | Metallic           |
| Farbname | Melbourne Rot | Misano Blau | Storm Bay metallic |
| Farbcode | A75           | C1D         | C3N                |

|          |              |               |
|          |              |               |
| Lacktyp  | Metallic     | Metallic      |
| Farbname | Phytonicblau | Sunset Orange |
| Farbcode | C1M          | C1X           |

### Innenausstattung
Serienmäßig hat das Fahrzeug ein Kombiinstrument mit analog darstellenden Instrumenten mit „Black Panel“-Technik, das die Anzeigen im nicht beleuchteten Zustand hinter einer dunklen Folie verbirgt, und einen 223,5-mm-(8,8″)-Bildschirm (Maß in der Diagonale) in der Mittelkonsole zur Anzeige der Infotainmentfunktionen.
Ein Navigationssystem gibt es als Sonderausstattung mit den Ausstattungspaketen „Business Paket“, bei dem das Infotainmentsystems den kleineren Bildschirm und das analog darstellende Kombiinstrument (Bezeichnung der Einheit von BMW: „BMW Live Cockpit Plus“) aus der Grundausstattung behält, sowie das „Business Paket Professional“, bei dem die Einheit (Bezeichnung von BMW: „BMW Live Cockpit Professional“) zwei 260,4-mm-(10,25″)-Bildschirme hat: einer ersetzt den kleineren Bildschirm in der Mittelkonsole, der andere ersetzt das analoge Kombiinstrument durch ein freier konfigurierbares. Die Motordrehzahl wird mit dem BMW Operating System 7.0 beim BMW Live Cockpit Professional im Kombiinstrument ähnlich einem analogen Zeiger gegen den Uhrzeigersinn angezeigt.
Die Navigationshinweise und andere Inhalte lassen sich gegen Mehrpreis mit einem 233,7 mm (9,2 Zoll) großen Head-up-Display in Farbe auf die Windschutzscheibe projizieren.
Ein Panoramaglasdach ist auf Wunsch lieferbar. Der vordere Teil lässt sich aufschieben und heben, dabei fährt es beim Aufschieben nach außen über das feststehende hintere Element.
Die Dekorleisten im Armaturenbrett und den Türen sind als Sonderausstattung von innen beleuchtet / hinterleuchtet.
Die Sitze des in der vorderen Reihe des Fahrzeugs sind serienmäßig von Hand in Längsrichtung, Rückenlehnenneigung und Kopfstützenhöhe verstellbar, der Fahrersitz zusätzlich in der Sitzhöhe. Je nach Ausstattungsvariante haben sie Stoff-, Stoff/Kunstleder- oder Lederbezüge. Für die M-Sport-Ausstattungslinie und das M-Performance-Modell gibt es gegen Aufpreis „M Sportsitze“ die eine fest eingebaute, nicht verstellbare Kopfstütze und tiefere Sitzwangen für besseren Seitenhalt haben.
Wie die Karosseriehülle hat auch die Innenausstattung des 128ti rote Kontrastelemente.

## Marketing

### Vorschauen für Medien
Für das Grundfahrzeug wurde Ende März 2019, rund zwei Monate vor der Premiere, mit einem Erlkönig auf der ehemaligen südfranzösischen Rennstrecke Circuit de Miramas eine Vorschau für Medien veröffentlicht. Ein ähnliches Vorgehen konnte vor der Vorstellung des 128ti beobachtet werden, der Mitte September 2020 auf der Nordschleife des Nürburgring wenig getarnt gezeigt wurde.

### Premierenfahrzeuge

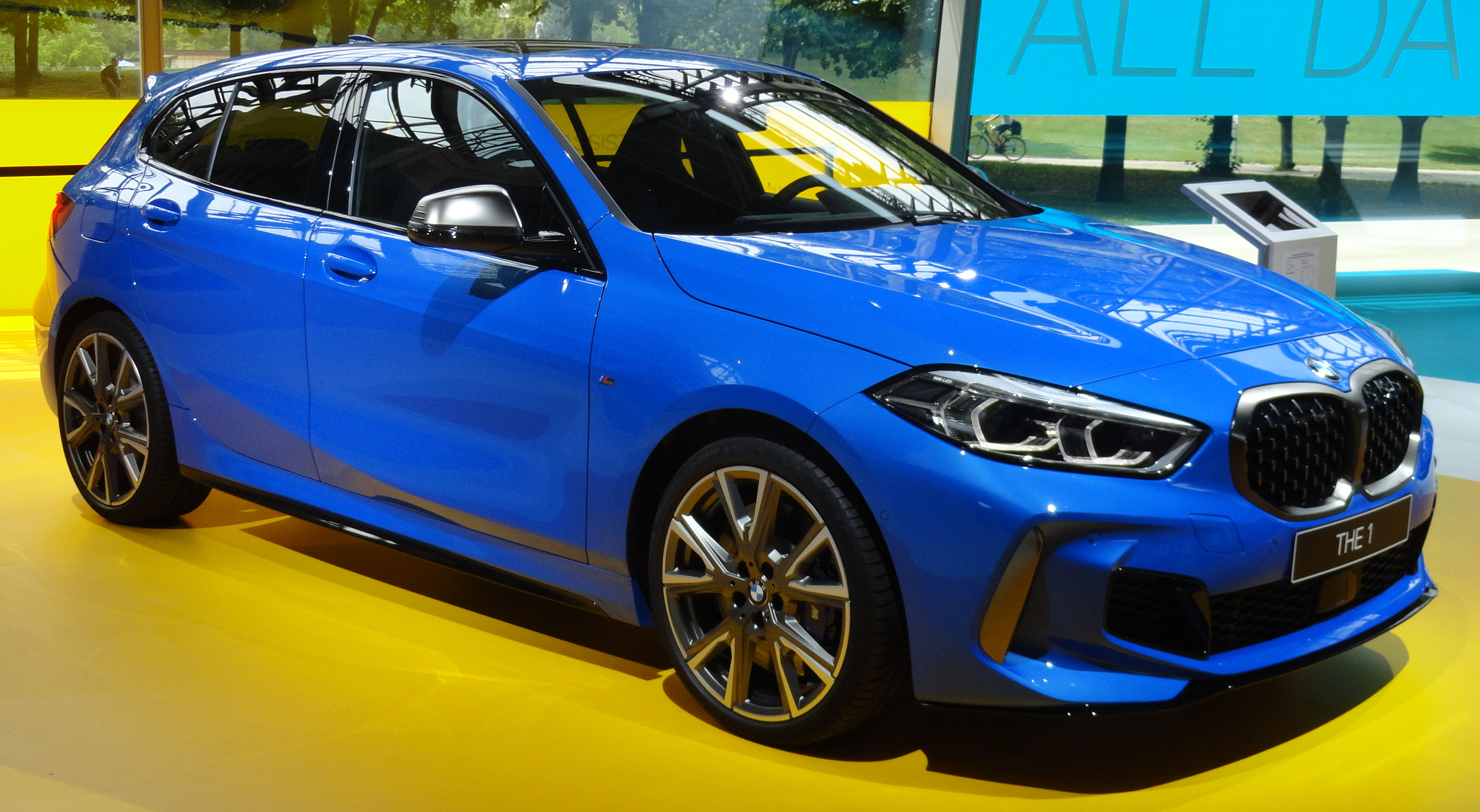
BMW M135i xDrive im Foyer der BMW Welt

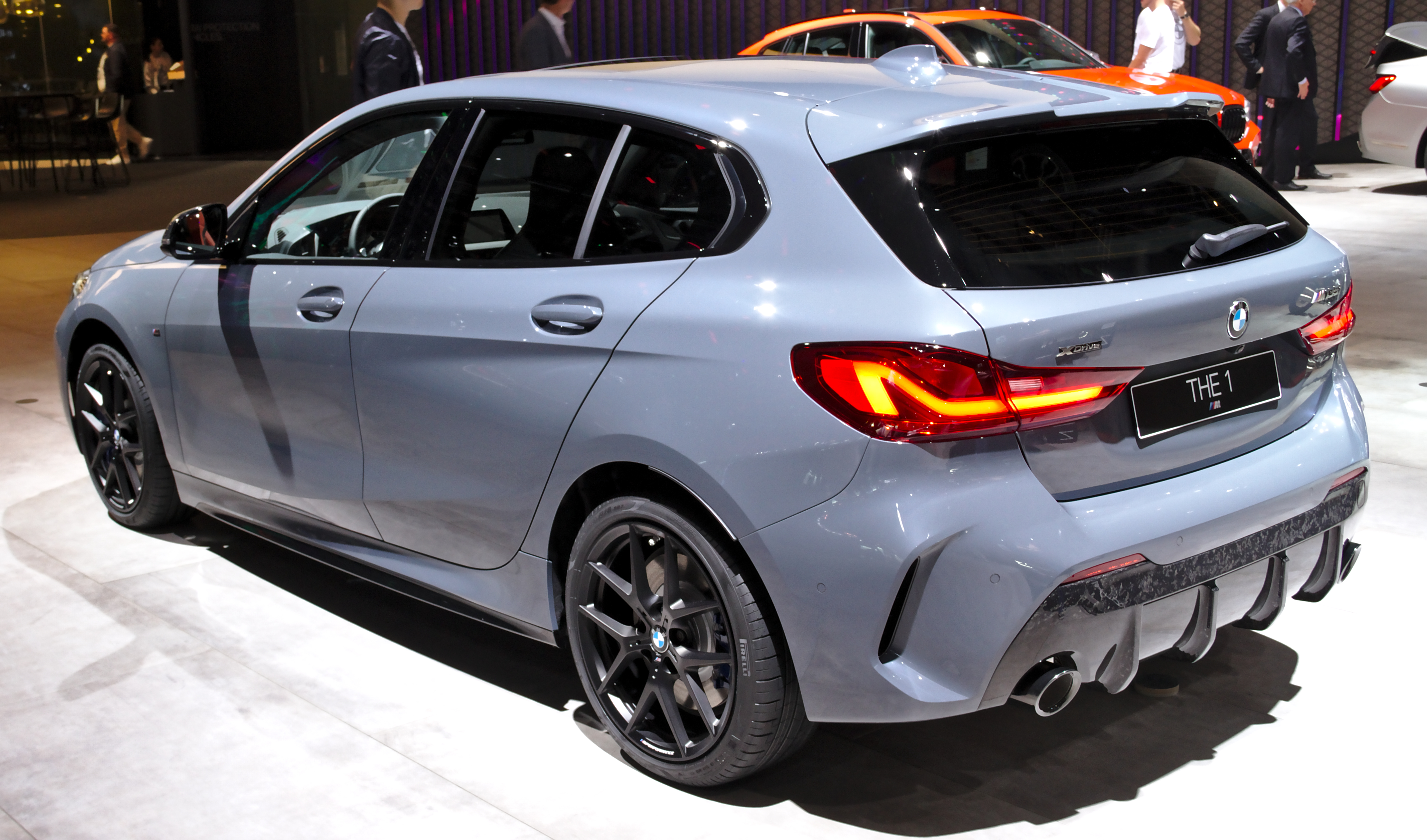
BMW M135i xDrive auf der IAA 2019

Bei der Premiere in der BMW Welt gab es eine Fahrvorführung mit einem blauen M135i xDrive und einem grauen 118d mit „M Sport Paket“.
Beide Fahrzeuge wurden später im Gebäude ausgestellt: nach der Präsentation stand der graue 118d im Foyer und der blaue M135i xDrive im Doppelkegel, nach Wiedereröffnung der BMW Welt parkte das blaue Fahrzeug im Foyer.
Auf der IAA stellte der Hersteller einen grauen M135i xDrive aus.

### Pressematerialien
Zum Zeitpunkt der Präsentation Ende Mai 2019 hat der Hersteller zur Verwendung durch die Medien eine Pressemappe mit Pressetexten (eine Kurz- und eine Langfassung), knapp 150 Fotos und einem Video freigegeben. Bei den Fahrzeugfotos ist ein weißer 118i, der ein Kennzeichen (M-SJ 5027) trägt, das die Ziffern des Tages und Monats der Vorstellung beinhaltet.
Mitte Juli 2019 gab er für die zu dem Zeitpunkt stattfindende Pressefahrvorführung etwa 180 Pressefotos und 11 -videos frei, die zwei Fahrzeugvarianten unter anderem am Stammsitz in München zeigen.

### Werbekampagnen
Im Rahmen des Verkaufsstarts wurde im Juli 2019 eine Social-Media-Kampagne über die Kurzvideo-App TikTok gestartet bei der die Influencer Sky & Tami, FalcoPunch und PatroX für die ersten Choreografien zu einem Song von Big Gigantic engagiert wurden. Auf TikTok erreichte der verwendete Hashtag „#THE1challenge“ bis November 2020 ca. 9,7 Millionen Videoaufrufe.
Seit August 2019 werden auch Werbespots zum Fahrzeug im Fernsehen und auf sozialen Medien gezeigt. Das vollständige Video hat eine Länge von 30 s, es gibt jedoch auch verschiedene auf 15 s verkürzte und weitere auf die sozialen Medien zugeschnittene Versionen. Gezeigt wird ein blauer M135i xDrive. Regie für das im südafrikanischen Kapstadt gedrehte Video führte Specter Berlin.

## Tuning
Einerseits gibt es das BMW-eigene „M Performance“-Zubehör um Veränderungen am Fahrzeug zu bewirken. Weiter finden sich auch Firmen wie AC Schnitzer, Dähler und Lightweight Performance, die Umbaukits, die sowohl das äußere Erscheinungsbild als auch teilweise die nicht sichtbare Technik des Wagens betreffen, fertigen.

## Auszeichnungen
- Goldenes Lenkrad, Gewinner Kategorie Kompaktklasse, Axel Springer Verlag, November 2019[80]
- Auto des Jahres 2020, unter sieben Nominierten, in Finalrunde;[81] letztlich Platz sieben mit 133 Punkten (erster Platz 281 Punkte)[82]
- Carbuyer Best Car Awards 2020, Gewinner Kategorie Best Small Luxury Car, Dezember 2019[83]

## Technische Daten
Quelle:

### Ottomotoren
|                                                                 | 116i                                          | 118i                                          | 118i                                          | 120i                                          | 128ti                                         | M135i xDrive                                  | M135i xDrive                                  |
| --------------------------------------------------------------- | --------------------------------------------- | --------------------------------------------- | --------------------------------------------- | --------------------------------------------- | --------------------------------------------- | --------------------------------------------- | --------------------------------------------- |
| Bauzeitraum                                                     | 11/2020–06/2024                               | 11/2020–06/2024                               | 07/2019–11/2020                               | 11/2020–06/2024                               | 11/2020–06/2024                               | 07/2019–11/2020                               | 11/2020–06/2024                               |
| Motor                                                           | Ottomotor mit Katalysator, Ottopartikelfilter | Ottomotor mit Katalysator, Ottopartikelfilter | Ottomotor mit Katalysator, Ottopartikelfilter | Ottomotor mit Katalysator, Ottopartikelfilter | Ottomotor mit Katalysator, Ottopartikelfilter | Ottomotor mit Katalysator, Ottopartikelfilter | Ottomotor mit Katalysator, Ottopartikelfilter |
| Motorbauart                                                     | R3                                            | R3                                            | R3                                            | R4                                            | R4                                            | R4                                            | R4                                            |
| Gemischaufbereitung                                             | Direkteinspritzung                            | Direkteinspritzung                            | Direkteinspritzung                            | Direkteinspritzung                            | Direkteinspritzung                            | Direkteinspritzung                            | Direkteinspritzung                            |
| Aufladung                                                       | Abgasturbolader                               | Abgasturbolader                               | Abgasturbolader                               | Abgasturbolader                               | Abgasturbolader                               | Abgasturbolader                               | Abgasturbolader                               |
| variable Ventilsteuerung                                        | Valvetronic                                   | Valvetronic                                   | Valvetronic                                   | Valvetronic                                   | Valvetronic                                   | Valvetronic                                   | Valvetronic                                   |
| Motortyp                                                        | B38A15                                        | B38A15                                        | B38A15                                        | B48A20U1                                      | B48A20M1                                      | B48A20T1                                      | B48A20T1                                      |
| Bohrung × Hub                                                   | 82,0 mm × 94,6 mm                             | 82,0 mm × 94,6 mm                             | 82,0 mm × 94,6 mm                             | 82,0 mm × 94,6 mm                             | 82,0 mm × 94,6 mm                             | 82,0 mm × 94,6 mm                             | 82,0 mm × 94,6 mm                             |
| Hubraum                                                         | 1499 cm³                                      | 1499 cm³                                      | 1499 cm³                                      | 1998 cm³                                      | 1998 cm³                                      | 1998 cm³                                      | 1998 cm³                                      |
| Verdichtungsverhältnis                                          | 11,0 : 1                                      | 11,0 : 1                                      | 11,0 : 1                                      | 11,0 : 1                                      | 11,0 : 1                                      | 9,5 : 1                                       | 9,5 : 1                                       |
| max. Leistung bei 1/min                                         | 80 kW (109 PS)/ 4300–6500                     | 100 kW (136 PS)/ 4500–6500                    | 103 kW (140 PS)/ 4600–6500                    | 131 kW (178 PS)/ 5000–5500                    | 195 kW (265 PS)/ 4750–6500                    | 225 kW (306 PS)/ 4500–6250                    | 225 kW (306 PS)/ 5000–6250                    |
| max. Drehmoment bei 1/min                                       | 190 Nm bei 1380–3800                          | 220 Nm bei 1500–4100                          | 220 Nm bei 1480–4200                          | 280 Nm bei 1350–4200                          | 400 Nm bei 1750–4500                          | 450 Nm bei 1750–5000                          | 450 Nm bei 1800–5000                          |
| Getriebe, serienmäßig                                           | 6-Gang-Schaltgetriebe                         | 6-Gang-Schaltgetriebe                         | 6-Gang-Schaltgetriebe                         | 7-Gang-Doppelkupplungsgetriebe                | 8-Stufen-Automatikgetriebe                    | 8-Stufen-Automatikgetriebe                    | 8-Stufen-Automatikgetriebe                    |
| Getriebe, optional                                              | 7-Gang-Doppelkupplungsgetriebe                | 7-Gang-Doppelkupplungsgetriebe                | 7-Gang-Doppelkupplungsgetriebe                | –                                             | –                                             | –                                             | –                                             |
| Antrieb, serienmäßig                                            | Frontantrieb                                  | Frontantrieb                                  | Frontantrieb                                  | Frontantrieb                                  | Frontantrieb                                  | Allradantrieb                                 | Allradantrieb                                 |
| Antrieb, optional                                               | —                                             | —                                             | —                                             | —                                             | —                                             | —                                             | —                                             |
| Leergewicht in kg (EU)                                          | 1395 (1415)                                   | 1365 (1395)                                   | 1365 (1395)                                   | 1465 kg                                       | 1520 kg                                       | 1590–1600 kg                                  | 1590–1600 kg                                  |
| Beschleunigung, 0 bis 100 km/h in s                             | 10,6 s (10,6 s)                               | 8,9 s (8,8 s)                                 | 8,5 s                                         | 7,0 s                                         | 6,1 s                                         | 4,7 (1)−4,8 s                                 | 4,7 (1)−4,8 s                                 |
| Höchstgeschwindigkeit in km/h                                   | 200 (200)                                     | 213                                           | 213                                           | 235                                           | 250                                           | 250                                           | 250                                           |
| Kraftstoffverbrauch nach ECE-Fahrzyklus, kombiniert in l/100 km | 5,4–5,8 S (5,1–5,5 S)                         | 5,5–5,9 S (4,9–5,3 S)                         | 5,3–5,7 S (5,0–5,3 S)                         | 5,5–5,8 S                                     | 6,1–6,4 S                                     | 6,8–7,1 SP                                    | 6,3–6,7 SP                                    |
| CO2-Emission, kombiniert in g/km                                | 124–133 (116–125)                             | 126–135 (113–121)                             | 121–129 (114–121)                             | 126–134                                       | 139–148                                       | 154–162                                       | 145–155                                       |
| Abgasnorm nach EU-Klassifikation                                | Euro 6d                                       | Euro 6d                                       | Euro 6d-TEMP                                  | Euro 6d                                       | Euro 6d                                       | Euro 6d-TEMP                                  | Euro 6d                                       |

Werte in Klammern gelten für Fahrzeuge mit optionalem Getriebe

### Dieselmotoren
|                                                                 | 116d                                                                           | 118d                                                                           | 120d                                                                           | 120d xDrive                                                                    |
| --------------------------------------------------------------- | ------------------------------------------------------------------------------ | ------------------------------------------------------------------------------ | ------------------------------------------------------------------------------ | ------------------------------------------------------------------------------ |
| Bauzeitraum                                                     | 07/2019–06/2024                                                                | 07/2019–06/2024                                                                | 03/2020–06/2024                                                                | 07/2019–06/2024                                                                |
| Motor                                                           | Dieselmotor mit Dieselpartikelfilter, NOX-Speicherkatalysator, SCR-Katalysator | Dieselmotor mit Dieselpartikelfilter, NOX-Speicherkatalysator, SCR-Katalysator | Dieselmotor mit Dieselpartikelfilter, NOX-Speicherkatalysator, SCR-Katalysator | Dieselmotor mit Dieselpartikelfilter, NOX-Speicherkatalysator, SCR-Katalysator |
| Zylinderanzahl                                                  | R3                                                                             | R4                                                                             | R4                                                                             | R4                                                                             |
| Gemischaufbereitung                                             | Common-Rail-Direkteinspritzung                                                 | Common-Rail-Direkteinspritzung                                                 | Common-Rail-Direkteinspritzung                                                 | Common-Rail-Direkteinspritzung                                                 |
| Aufladung                                                       | Abgasturbolader mit verstellbaren Leitschaufeln (VTG)                          | zweistufiger Abgasturbolader mit verstellbaren Leitschaufeln                   | zweistufiger Abgasturbolader mit verstellbaren Leitschaufeln                   | zweistufiger Abgasturbolader mit verstellbaren Leitschaufeln                   |
| Motortyp                                                        | B37C15                                                                         | B47C20                                                                         | B47C20                                                                         | B47C20                                                                         |
| Bohrung × Hub                                                   | 84,0 mm × 90,0 mm                                                              | 84,0 mm × 90,0 mm                                                              | 84,0 mm × 90,0 mm                                                              | 84,0 mm × 90,0 mm                                                              |
| Hubraum                                                         | 1496 cm³                                                                       | 1995 cm³                                                                       | 1995 cm³                                                                       | 1995 cm³                                                                       |
| Verdichtungsverhältnis                                          | 16,5 : 1                                                                       | 16,5 : 1                                                                       | 16,5 : 1                                                                       | 16,5 : 1                                                                       |
| max. Leistung bei 1/min                                         | 85 kW (116 PS)/4000                                                            | 110 kW (150 PS)/4000                                                           | 140 kW (190 PS)/4000                                                           | 140 kW (190 PS)/4000                                                           |
| max. Drehmoment bei 1/min                                       | 270 Nm/ 1750–2250                                                              | 350 Nm/ 1750–2500                                                              | 400 Nm/ 1750–2500                                                              | 400 Nm/ 1750–2500                                                              |
| Getriebe, serienmäßig                                           | 6-Gang-Schaltgetriebe                                                          | 6-Gang-Schaltgetriebe                                                          | 8-Stufen-Automatikgetriebe                                                     | 8-Stufen-Automatikgetriebe                                                     |
| Getriebe, optional                                              | 7-Gang-Doppelkupplungsgetriebe                                                 | 8-Stufen-Automatikgetriebe                                                     | —                                                                              | —                                                                              |
| Antrieb, serienmäßig                                            | Frontantrieb                                                                   | Frontantrieb                                                                   | Frontantrieb                                                                   | Allradantrieb                                                                  |
| Antrieb, optional                                               | —                                                                              | —                                                                              | —                                                                              | —                                                                              |
| Leergewicht in kg (EU)                                          | 1450 (1460)                                                                    | 1475 (1505)                                                                    | 1525                                                                           | 1590                                                                           |
| Beschleunigung, 0 bis 100 km/h in s                             | 10,3 s (10,1 s)                                                                | 8,5 s (8,4 s)                                                                  | 7,3 s                                                                          | 7,0 s                                                                          |
| Höchstgeschwindigkeit in km/h                                   | 200 (200)                                                                      | 218 (216)                                                                      | 231                                                                            | 230                                                                            |
| Kraftstoffverbrauch nach ECE-Fahrzyklus, kombiniert in l/100 km | 3,8–4,2 D (3,8–4,2 D)                                                          | 4,1–4,4 D (4,1–4,5 D)                                                          | 4,3–4,6 D                                                                      | 4,5–4,8 D                                                                      |
| CO2-Emission, kombiniert in g/km                                | 100–110 (99–108)                                                               | 108–117 (108–117)                                                              | 112–121                                                                        | 134–152                                                                        |
| Abgasnorm nach EU-Klassifikation                                | Euro 6d                                                                        | Euro 6d-TEMP, seit 03/2020 Euro 6d                                             | Euro 6d                                                                        | Euro 6d-TEMP, seit 03/2020 Euro 6d                                             |

Werte in runden Klammern ( ) gelten für Fahrzeuge mit optionalem Getriebe